# De stem van het water
De stem van het water is een 91 minuten durende documentaire uit 1966 gemaakt door Bert Haanstra.
De documentaire verbeeldt de verbondenheid van de Nederlanders met het water, en met name hoe Nederlanders leven met water. De titel is ontleend aan het gedicht Herinnering aan Holland van Hendrik Marsman. De documentaire laat zien hoe Nederlanders met het water hun brood verdienen en recreëren, maar ook hoe men zich tegen de kracht van dit water beschermt met dijken en sluizen. De tekst bij de film is geschreven door Anton Koolhaas en uitgesproken door Simon Carmiggelt. De filmscore is van Robert Heppener, voor wie het bij deze eenmalige samenwerking met Haanstra bleef.